# Toni Domgjoni
Toni Domgjoni (* 4. September 1998 in Koprivnica) ist ein in Kroatien geborener kosovarisch-schweizerischer Fussballspieler.

## Karriere

### Verein
Domgjoni begann seine Karriere in den Jugendmannschaften der kroatischen Vereine NK Slaven Belupo Koprivnica und NK Koprivnica. 2009 wechselte er in die Jugend des FC Zürich. Beim  FCZ wurde er zur Saison 2016/17 in die zweite Mannschaft befördert. Er gab sein Debüt in der drittklassigen Promotion League am 28. August 2016 (5. Spieltag) beim 0:3 gegen den BSC Old Boys aus Basel, als er zur zweiten Halbzeit für Izer Aliu eingewechselt wurde. Bis Saisonende kam er zu 24 Einsätzen, wobei er zwei Tore erzielte. 2017/18 kam er zu 17 Partien (2 Tore) für die Zweitmannschaft in der Promotion League. Zudem gab er am 17. März 2018 (26. Spieltag) beim 1:2 gegen den BSC Young Boys aus Bern sein Debüt für die erste Mannschaft in der Super League, der höchsten Schweizer Spielklasse. Bis Saisonende wurde er in zwölf Spielen in der Super League eingesetzt, in denen er ein Tor erzielte. Ausserdem stand Domgjoni im Pokalfinale gegen den BSC Young Boys im Mai 2018 in der Startelf, er musste zur zweiten Halbzeit allerdings aufgrund einer Verletzung durch Sagoné Sarr ersetzt werden. Der FCZ gewann das Spiel mit 2:1. Zur Spielzeit 2018/19 stieg er zum Stammspieler bei den Zürchern auf und absolvierte bis zum Ende der Saison 30 Erstligaspiele (1 Tor). Zudem kam er in vier Partien im Schweizer Cup zum Einsatz, in dem man diesmal im Halbfinale gegen den FC Basel ausschied sowie in sieben Europa-League-Spielen. Im internationalen Wettbewerb verlor man in der Zwischenrunde nach Hin- und Rückspiel insgesamt mit 1:5 gegen den SSC Neapel. 2019/20 kam er zu 31 Partien in der Super League (1 Tor) und drei im Schweizer Cup, die Spielzeit wurde mit fünf Punkten Vorsprung auf den Barragerang auf dem 7. Rang beendet. 2020/21 bestritt er 32 Spiele in der höchsten Schweizer Liga, in denen er drei Tore schoss, und eine Partie im Schweizer Cup. Der FCZ erreichte erst am vorletzten Spieltag den Klassenerhalt und wurde schlussendlich Achter.
Zur Spielzeit 2021/22 wechselte er zum niederländischen Erstligisten Vitesse Arnheim.

### Nationalmannschaft
Von 2016 bis 2021 war Domgjoni Teil mehrerer Schweizer Jugendmannschaften auf internationaler Ebene, Schweiz -18, Schweiz -19, Schweiz -20 bzw. Schweiz -21. Für diese Mannschaften bestritt er zusammen 25 Spiele mit einem Tor.
Am 1. Oktober 2021 gab Domgjoni bekannt, dass er für die Fußballnationalmannschaft des Kosovo spielen wolle und auf die Erlaubnis der FIFA warte, für diese Mannschaft zu spielen. Später an diesem Tag wurde er aus dem Kosovo für die WM-Qualifikationsspiele 2022 gegen Schweden und Georgien einberufen. Sechs Tage nach dem Anruf erlaubte ihm die FIFA, für den Kosovo zu spielen. Während dieser beiden Länderspiele kam der Mittelfeldspieler jedoch nicht zum Einsatz. Am 24. März 2022 gab er sein Debüt für den Kosovo in einem Freundschaftsspiel gegen Burkina Faso und erzielte das fünfte Tor seiner Mannschaft bei einem 5:0-Heimsieg.

## Erfolge
FC Zürich
- Schweizer Cupsieger: 2017/18